# Jacob Araptany

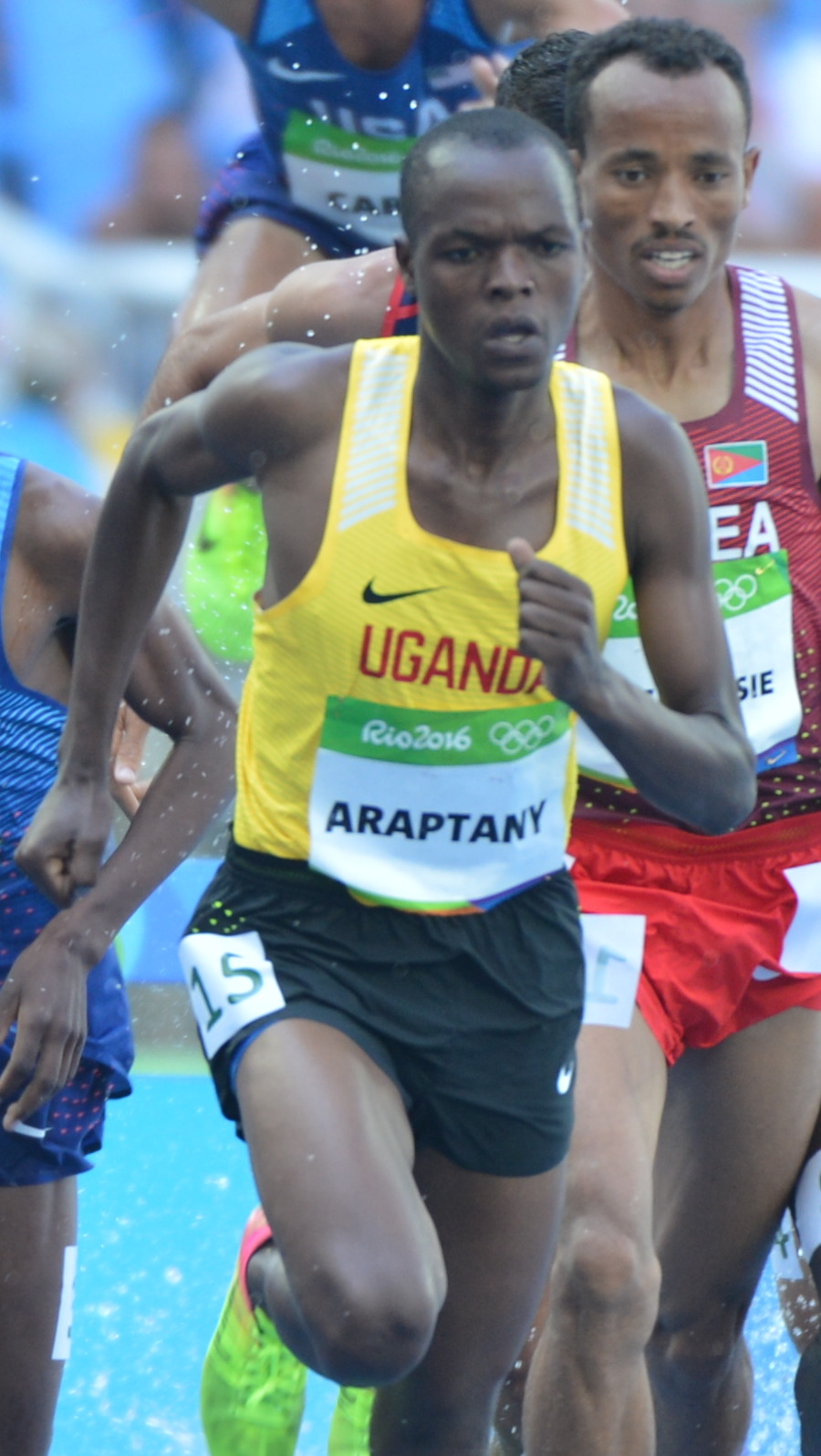
Jacob Araptany

Jacob Araptany (* 11. Februar 1992 in Kaproron) ist ein ugandischer Hindernisläufer.
Araptany gewann bei den Leichtathletik-Juniorenweltmeisterschaften 2010 in Moncton die Bronzemedaille im Hindernislauf. 2011 wurde er bei den Crosslauf-Weltmeisterschaften in Punta Umbría im Juniorenrennen Neunter und belegte mit der ugandischen Mannschaft den dritten Rang in der Nationenwertung. Bei den Leichtathletik-Juniorenafrikameisterschaften in Gaborone errang er die Bronzemedaille im Hindernislauf und wurde Zehnter im 800-Meter-Lauf.
Sein erstes bemerkenswertes Resultat im Erwachsenenbereich erzielte er als Sechster im Hindernislauf bei den Leichtathletik-Weltmeisterschaften 2011 in Daegu.